# Pediobius retis
Pediobius retis  (лат.) — вид паразитических наездников рода Pediobius из семейства Eulophidae (Chalcidoidea) отряда перепончатокрылые насекомые. Эндемик Западной Африки: Берег Слоновой Кости. Переднеспинка с шейкой, отграниченной килем (поперечным гребнем). Щит среднеспинки с развитыми изогнутыми парапсидальными бороздками. Ассоциированы с жуками-листоедами Dactylispa melanaria (Chrysomelidae, паразиты личинок) и растениями Setaria palmifolia (Arecaceae).